# الکسون
الکسون د اولیویرا کاردوسو (پرتغالی: Elkeson de Oliveira Cardoso؛ زادهٔ ۱۳ ژوئیهٔ ۱۹۸۹) بازیکن سابق فوتبال اهل برزیل است.